# Payola
Payola és un conjunt de pagaments efectuats per una discogràfica a les emissores de ràdio perquè aquestes emetin amb prioritat les peces editades per aquesta casa per tal d'augmentar la seva exposició i el seu rànquing a les llistes de reproducció o com a les 50 primeres.
Després de diversos escàndols als Estats Units durant la dècada de 1950, aquesta pràctica es considera avui una forma de corrupció a menys que la ràdio avisi els seus oients que l'emissió de la peça es deu a un pagament d'aquest tipus.
Aquesta pràctica és similar a la del pay to play en l'àmbit de les arts escèniques, on els artistes paguen un dret d'accés a un escenari o una sala d'espectacles, així com a les bonificacions de referència practicades en la distribució massiva.
El terme payola en si és un acrònim dels termes pagar (pagar) i Victrola, una de les primeres discogràfiques. Es diu que el terme en si va ser introduït per la revista Variety i es va popularitzar per referir-se a aquesta pràctica fora dels Estats Units durant la dècada de 1950.
La pràctica de la payola i el seu estudi es refereix essencialment als Estats Units. Segons Pascal Nègre, aquesta pràctica no seria actual a Europa. Tot i que sí que es tenen indicis del seu ús a l'Estat espanyol,i també en plataformes de transmissió de música per Internet.

## Principi
La payola es pot intervenir en qualsevol mercat on el preu pagat pel comprador superi el cost marginal del bé venut. De fet, un venedor pot tenir interès a pagar a determinats consumidors perquè comprin el seu bé en lloc d'un bé competidor, sempre que el preu pagat menys aquest pagament es mantingui per sobre del cost marginal. En l'àmbit de les indústries culturals, la importància dels costos fixos, l'existència de preus convencionals i la diferenciació entre productes fan que pràcticament sempre sigui així. Així, en el cas d'un disc, el temps per repetir l'enregistrament i processar els enregistraments és molt superior al cost de la reproducció de la peça gravada. En el cas de les gravacions digitals, aquest darrer cost és insignificant, la qual cosa portaria en un marc de competència pura i perfecta a un preu zero.
L'incentiu per subvencionar determinats compradors es reforça quan el consum del bé per part d'un determinat consumidor produeix una externalitat positiva sobre la demanda del bé per part d'altres consumidors. Així, l'emissió d'una peça musical per una ràdio augmenta les vendes d'aquesta peça sense cost addicional ni per a la ràdio ni per a la discogràfica. Com a conseqüència, les discogràfiques tindran la temptació de pagar les emissores de ràdio per augmentar el nombre d'emissions de cançons del seu catàleg.
D'altra banda, l'objectiu de l'operació és una persona que té la capacitat d'influir en la inclusió de l'obra en el conjunt que presenta la seva estructura com un disc jockey de ràdio o un membre d'un consell editorial. En acceptar un pagament, aquest individu porta a l'estructura que ofereix una selecció que no és la millor possible. Per tant, deteriora els beneficis de l'estructura (menys oients escoltaran, ja que la llista de correu és menys bona, en conseqüència menys ingressos publicitaris). Tanmateix, com que els béns culturals són infinitament diversos, aquest efecte és petit. Com a resultat, un pagament baix és suficient per influir en l'elecció, i l'estructura, en la mesura que només redueix lleugerament el seu benefici, no té cap motiu per limitar o renunciar a aquest comportament. Quan és la mateixa estructura qui rep el pagament, n'hi ha prou que aquest sigui superior a la (baixa) pèrdua d'ingressos.

## Històric

### Payolaabans de la música gravada
La payola esdevingué interessant tan bon punt l'oferta d'obres que es podien tocar superava clarament el nombre d'obres realment interpretades. Aquesta pràctica està documentada al Regne Unit i als Estats Units des de finals del segle xix. Els editors de partitures van emprar llavors els song-pluggers, la funció dels quals era recórrer bars i escenaris musicals i animar els grups a tocar la música publicada pel seu empresari, amb pagament en efectiu o en espècie (ja fossin begudes o instal·lació d'una claca). Publicar una cançó nova cap a l'any 1900 va costar aproximadament 1300 dòlars, una suma important en aquell moment.
En aquest mercat, els artistes més coneguts podien exigir pagaments molt importants. Davant d'aquesta inflació, les editorials musicals, sota l'impuls dels més petits d'entre ells, que no disposaven de mitjans per accedir als grans artistes, van fundar l'any 1917 la MPAA. Aquest càrtel, recolzat per la revista Variety (que veia payola com a competència per a les seves pàgines publicitàries) va tenir un èxit mixt en la seva lluita contra la payola. Si realment no va aconseguir detectar i sancionar les infraccions de la prohibició de payola per part dels seus membres, va convèncer els responsables de les sales d'espectacles que aquesta pràctica degradava la qualitat de les opcions de cançons fins al punt de reduir l'abast i la disposició a pagar dels seus clients.
L'any 1934, els song-pluggers, els interessos dels quals havien quedat danyats per les iniciatives de la MPAA, van crear el seu propi sindicat per tal de limitar l'ús de la payola a favor de pràctiques més complexes (manifestacions, xarxa de relacions) que justificat la seva feina i sou.

### Payola, ràdio i televisió

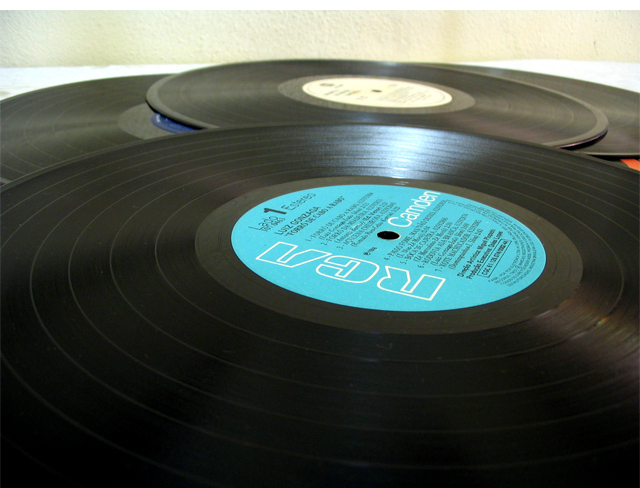
L'aparició del disc gravat amb microsolc, les vendes del qual estaven molt lligades a les emissions de ràdio, va donar una major importància al fenomen de la payola.

Amb l'arribada de la música gravada i la radiodifusió, el focus de payola va passar de l'artista a la ràdio, aquesta darrera tenint un paper essencial en l'èxit dels discos. El tipus de payola més ben documentat és el que era comú als Estats Units a la dècada de 1950, el que va portar el 1960 a una prohibició generalitzada d'aquesta pràctica.
L'"escàndol" més conegut relacionat amb la payola fou el del presentador Dick Clark i la seva arribada al capdavant de l'espectacle American Bandstand, emès primer per una cadena de televisió de Filadèlfia i després en l'àmbit nacional per la cadena ABC. L'èxit del programa va ser tal que les cançons que s'hi emetien la major part del temps van veure augmentar substancialment les seves vendes, i els oients de les ràdios locals van demanar llavors a aquestes emissores que emetessin aquestes mateixes cançons. Quan Clark es va fer càrrec de Bandstand, el seu predecessor era propietari d'una companyia discogràfica que devia gran part del seu èxit a la capacitat promocional de l'espectacle. Clark va acceptar tocar el 25% de la regalia de l'editor a canvi de promocionar una cançó al seu programa (un arranjament comú aleshores per a DJs a la zona de Filadèlfia). Clark va estendre el sistema considerablement, creant una empresa pantalla que rebia drets i cobrava drets d'autor en nom seu. A més, els artistes que apareixien al programa es van veure obligats a pagar els seus honoraris a aquesta empresa, o deixar que el seu segell ho fes per ells.
Amb l'adquisició de l'espectacle per part d'⁣ABC, el sistema es va expandir encara més, inserint l'etiqueta de propietat d'ABC al sistema, així com les diferents branques del negoci de Clark: segells discogràfics, gestió d'artistes, fàbrica d'impressió discogràfica, i Clark afavorí les discogràfiques que utilitzaven aquesta indústria. Un dels beneficiaris d'aquest sistema va ser Duane Eddy, que va fer nombroses aparicions a Bandstand, la qual cosa va ajudar molt a la seva primera carrera.
Si l'extensió del sistema implantat per Clark va ser excepcional, proporcional al seu poder de prescripció, gairebé tots els discjòqueis de l'època van fer més o menys el mateix. El baix nombre de cançons noves emeses en comparació amb la quantitat de propostes va assegurar que ningú més es plantejava seriosament la modalitat de selecció, per manca de temps i mitjans tècnics per accedir a les cançons mai arribant a les ones d'una ràdio important. Tot i que les grans discogràfiques podien influir en aquestes eleccions a través de la seva reputació, payola era el mitjà preferit per als independents per obtenir distribució nacional. Durant la dècada de 1950, la pràctica es va veure reforçada encara més amb l'aparició de rànquings del tipus 50 primers, en benefici de les ràdios preses en compte en el rànquing.

### Prohibició, renaixement i caiguda de lapayola: 1960 - 1990
Davant els diferents escàndols d'aquest tipus de pràctiques, les ràdios van retirar l'elecció de cançons als DJ, per traslladar aquesta decisió als directius. Tanmateix, si els DJ es veien obligats a prendre decisions innovadores per garantir la seva reputació, la carrera dels executius estava essencialment lligada només a l'audiència de la ràdio. Aquesta transferència va tenir, doncs, l'efecte de reduir la recerca de les emissores de ràdio per a nous artistes i gèneres, en gran detriment de la innovació musical i les petites discogràfiques.
A l'altra banda del mercat, la Federal Bribery Act de 1960 limitava explícitament l'ús de payola. Fet que es va traduir en un augment important de la despesa promocional per part de les discogràfiques, que ara van haver de recórrer a un gran nombre de representants per intentar convèncer els directius responsables dels programes perquè emetessin les seves cançons. A més, la llei de 1960 tenia diverses mancances. En particular, la payola només estava prohibida per a les discogràfiques. Per tant, els promotors independents hi podrien recórrer, de manera bastant legal. Així, les emissores de ràdio van prendre el costum de seguir les recomanacions d'aquests promotors independents, i les discogràfiques van fer tot el possible per mantenir-hi bones relacions.
La pràctica de la payola va continuar així, primer de manera confidencial durant la dècada dels setanta, després d'una manera cada cop més suportada durant la dècada següent. De fet, les discogràfiques van introduir una remuneració d'incentiu per als promotors, pagant-los una prima cada vegada que una ràdio afegia una de les seves cançons al seu programa. Aquestes primes van augmentar molt ràpidament. A partir dels 500 dòlars, ràpidament van arribar als 3000 dòlars per cançó. Aquest augment va tenir la doble conseqüència d'atraure a la professió promotors amb mètodes musculosos, probablement vinculats al crim organitzat, i, d'altra banda, la connivència entre els promotors. Aquestes compartien les diferents emissores de ràdio, convertint cadascuna en l'escut d'un promotor particular. El resultat va ser així un mecanisme organitzat d'extorsió, que l'any 1985 va absorbir entre 60 i 80 milions de dòlars, per a un sector amb 200 milions de dòlars de beneficis.
Diversos intents de les principals discogràfiques per posar fi a aquesta pràctica van fracassar davant la capacitat dels promotors d'excloure completament de les ones els títols de les discogràfiques poc cooperatives. Les companyies també van rebre poc suport d'artistes, indiferents al repartiment de lloguers entre discogràfiques, promotors i emissores de ràdio. Finalment, va ser la revelació per part dels periodistes d'investigació dels vincles entre els promotors independents i el crim organitzat el que va permetre a les discogràfiques coordinar els seus esforços per posar fi a les seves relacions amb aquest.

### Des de la dècada de 1990
Davant d'una oferta de noves cançons que superava considerablement les capacitats d'absorció de les ràdios, qualsevol intermediari capaç d'oferir una selecció raonable oferia a aquestes darreres un servei valuós. Com a resultat, els promotors independents seguien sent el punt d'entrada fonamental d'una cançó a les llistes de reproducció de ràdio als Estats Units. E. Boehlert calculà que les companyies discogràfiques pagaven als promotors independents més de tres milions de dòlars cada setmana. Als Estats Units, mil estacions comptaren per a la llista d'una cançó. Cada emissora afegia tres títols nous cada setmana i els promotors rebien una mitjana de 1.000 dòlars per addició. Llançar un nou títol suposava, doncs, per a una discogràfica una inversió que oscil·lava entre els 100.000 i els 250.000 dòlars, una suma considerable per a una petita discogràfica. Aquestes pràctiques no vulneraven la legislació vigent en la mesura que els promotors abonaven a les emissores de ràdio una quota fixa d'accés, considerada com un servei promocional adquirit a la ràdio, i no sumes vinculades al nombre de cançons emeses.
A diferència dels anys 80, però, alguns d'aquests promotors independents s'organitzaren en grans empreses, que controlaven l'accés als grans grups de mitjans. Aquests últims, com Clear Channel Communications, podien tenir relacions formalitzades amb aquestes empreses de promoció. A més, les sumes que pagaven les discogràfiques per garantir la distribució de les seves cançons formaven part integrant dels contractes signats amb els artistes. Molt sovint, es descomptaven dels drets d'autor que reben els artistes, la qual cosa indicava que formaven part de les pràctiques oficials del sector.
El 2005, Eliot Spitzer, llavors fiscal general de l'estat de Nova York, va iniciar una sèrie d'accions legals contra les companyies discogràfiques sospitoses d'eludir la llei emprant de fet promotors presentats com a independents. Sony BMG Music Entertainment (el juliol de 2005), Warner Music Group (novembre de 2005) i Universal Music Group (maig de 2006) van arribar a un acord amb l'Estat de Nova York, pagant respectivament deu, cinc i dotze milions de dòlars en benefici de programes d'educació musical, quedant pendent el cas d'EMI.
Com a resultat d'aquests casos, la Comissió Federal de Comunicacions va establir que l'ús de promotors independents constituïa una violació de la llei que condemna payola. Quatre de les principals companyies de radiodifusió (Clear Channel Communications, CBS Radio, Entercom Communications i Citadel Broadcasting) acceptaren pagar una multa de 12 milions de dòlars i restriccions addicionals durant tres anys, però no admeteren males praxis. Les mateixes companyies també varen signar un acord amb companyies discogràfiques independents i amb músics locals reservant-los un temps d'antena especial.

### Payolai streaming
Amb el desenvolupament del streaming, Billboard va revelar casos de payola l'any 2015, mitjançant el pagament dels creadors de llistes de reproducció amb gran audiència per la integració de títols concrets en aquestes llistes de reproducció. Per evitar-ho, Spotify, per exemple, ha modificat les seves condicions generals d'ús per prohibir als usuaris "acceptar qualsevol compensació, financera o de qualsevol altra manera, per influir en el nom d'un compte o una llista de reproducció o el contingut d'un compte o una llista de reproducció". El novembre de 2020, Spotify oferí als músics i discogràfiques la possibilitat de ser més destacats en determinades llistes de reproducció personalitzades dels seus subscriptors, a canvi d'una rebaixa en els drets que Spotify els ha de pagar. La proposta es podia interpretar com una forma indirecta i actualitzada de payola.

## Anàlisi econòmica de lapayolai la seva prohibició
Per a l'opinió pública i la legislació nord-americana, la payola és una forma de corrupció que perjudica tant el públic, al qual les emissores de ràdio no ofereixen una selecció de cançons només per la seva qualitat, com els discos de les companyies petites, les capacitats de pagament dels quals són més limitada. L'anàlisi econòmica d'aquest fenomen posa de manifest efectes més ambigus que qüestionen la validesa de la seva prohibició.
En altres sectors econòmics, el fenomen denominat payola s'inclou en el dels marges posteriors en forma de prima de referència. Aleshores, el fabricant d'un bé paga una quantitat (fixada en el cas de la bonificació de referència) al distribuïdor perquè aquest es compromet a oferir el bé a les seves prestatgeries o a millorar-ne el posicionament. Si s'han posat de manifest els abusos de posició dominant en determinats sectors, aquesta pràctica és la majoria de les vegades legal, corresponent a un servei de promoció per part del distribuïdor. La literatura sobre payola destaca en el cas de les ràdios musicals una exacerbació dels problemes lligats a les bonificacions de referència, la ràdio jugant més que una distribuïdora de béns físics, un paper de selecció i prescripció dels béns oferts.

### La barrera d'entrada
Des d'una perspectiva econòmica, l'efecte sobre les discogràfiques més petites representa una barrera d'entrada, que perjudica la innovació musical i el descobriment de nous talents tan bon punt els segells més petits ofereixen temes almenys tan interessants com els de les grans companyies. Les grans companyies són capaces de mobilitzar sumes molt més grans que les petites per garantir nombroses emissions dels seus temes, i en moments estratègics. A més, l'organització industrial del sector com a oligopoli marginal posa de manifest l'especialització dels diferents agents implicats, amb les companyies petites fent tasques de detecció de nous gèneres i nous talents, mentre que les grans empreses fan essencialment la promoció d'artistes que ja estan parcialment establerts. Per aquesta especialització, payola és especialment perjudicial per a l'activitat de recerca i desenvolupament del sector.
No obstant això, segons Richard Caves, les despeses de promoció indirecta (sopars on es conviden directors de ràdio, esdeveniments, publicitat convencional) són considerablement més cares que els pagaments directes pel mateix resultat, la qual cosa perjudica les companyies petites encara més que un sistema de payola. En conseqüència, la prohibició d'aquesta pràctica comportaria encara més fortes les barreres d'entrada i les desigualtats que pretén corregir. Caves connecta així la prohibició de la payola l'any 1960 i la desaparició de nombrosos editors de rhythm and blues durant la dècada següent.

### El problema de la selecció
L'altre argument essencial contra payola és la idea que la selecció de títols alterats per aquesta pràctica seria menys bona que una selecció basada únicament en les eleccions dels DJ. De fet, amb ganes de construir o mantenir una reputació d'originalitat i descobriment de talent, aquests últims se'ls anima a oferir llistes adaptades als gustos del seu públic mentre presenten periòdicament artistes innovadors. Acceptar peces després d'un pagament comporta desviar-se d'aquests dos objectius.
Ronald Coase considera, però, que l'accés a les llistes de correu és un recurs escàs i, per tant, que un sistema de mercat com payola estableix hauria de conduir a una assignació eficient d'aquest recurs, tant més que aquest tipus de pràctiques són perfectament legal en l'àmbit de la distribució de béns materials. Molts autors coincideixen que l'emissió freqüent i prolongada d'una cançó, si li dona una oportunitat, no és en cap cas una condició necessària perquè la cançó sigui un èxit. Aquest últim es basa en altres mecanismes d'adopció i de boca-orella sobre els quals les editorials musicals i les emissores de ràdio tenen poc control. Com a resultat, la voluntat d'una discogràfica de pagar per la reproducció simplement proporcionaria un senyal informatiu sobre la confiança que diposita en una pista determinada, sense soscavar en gran manera les possibilitats de competir pistes. En aquest context, si la discogràfica està ben informada sobre la qualitat relativa dels diferents temes que ofereix, un sistema de payola pot permetre promocionar els temes que més ho mereixen.
E. Boehlert, per la seva banda, critica el paral·lelisme amb la distribució de béns materials. Segons ell, les ràdios no són la contrapartida de les distribuïdores. Aquest paper el juguen les botigues de discos. Segons ell, les emissores de ràdio són plataformes essencials per al funcionament del mercat radiofònic. En suport d'aquest raonament, Richard E. Caves assenyala que si cada casa disposa d'informació sobre les seves peces, aquesta informació és de mala qualitat, i molt parcial, ja que es limita només al seu catàleg. Els DJ, en canvi, coneixen tota l'oferta i, per tant, estan en condicions de fer una millor elecció. A més, a causa de la seva posició, els DJs guanyen una reputació per descobrir nous èxits i bandes originals, fet que promou la innovació musical.

## Payolaen altres indústries culturals

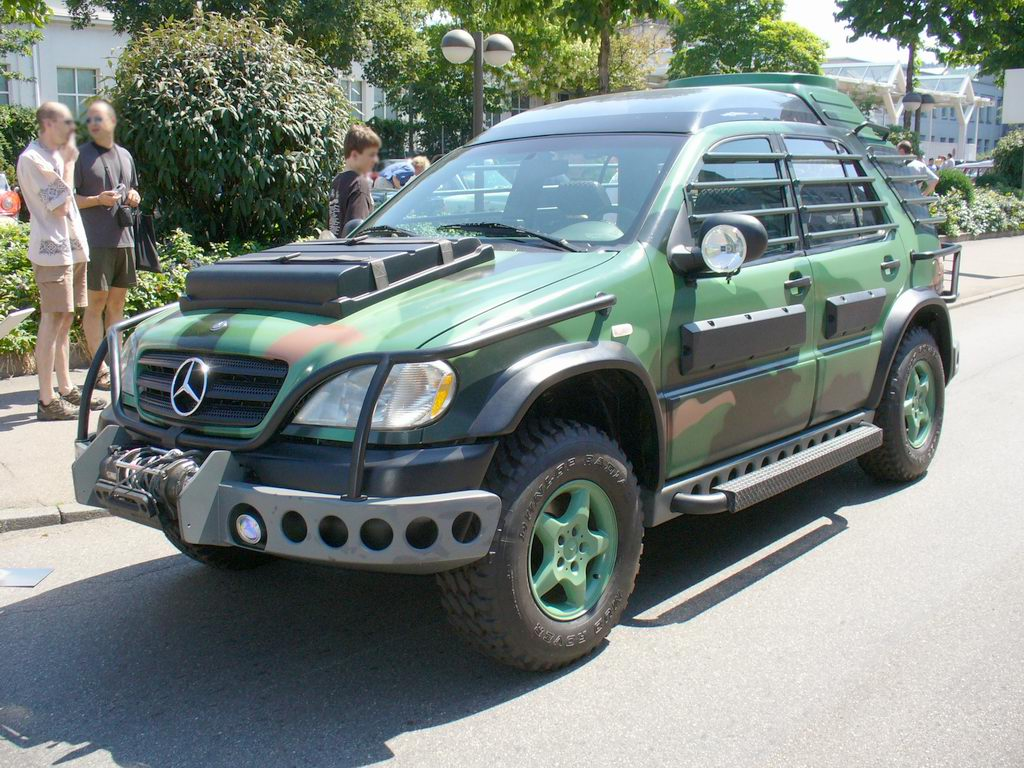
Mercedes ML. El fabricant d'automòbils va pagar 1 milió de dòlars perquè aquest vehicle aparegués a The Lost World.

Els mecanismes essencials que impulsen la payola estan presents en diversos altres sectors culturals: música en directe, llibre, i introducció de promocions en obres de tota mena, sense que s'hi considerin il·legals. Així, no és estrany que les revistes especialitzades rebin productes gratuïts o invitacions a presentacions amb l'esperança que parlin favorablement del producte en qüestió. Així mateix, l'accés a una sala d'espectacles pot estar subjecte al pagament per l'etiqueta d'un grup d'una part de la quota o a la compra anticipada d'un gran nombre de places. A banda de la música, els dos àmbits principals dels fenòmens de tipus payola són el cinema i les llibreries.
Una pel·lícula atrau una gran audiència i és probable que molts productes de consum apareguin a la pantalla. Aquesta és una oportunitat per oferir una publicitat potencialment considerable als productes que es promocionen, i els fabricants estan disposats a pagar perquè els seus productes apareguin a les pel·lícules. El pagament pot anar des de la prestació gratuïta fins a grans contractes. Mercedes-Benz va pagar un milió de dòlars a la producció de The Lost World perquè hi aparegués el seu Mercedes ML.
La compra de llibres és sovint una compra impulsiva, tant és així que destacar títols en taules, aparadors o expositors afavoreix considerablement les obres que se'n beneficien, jugant un paper en l'economia del llibre semblant a les llistes de reproducció radiofòniques. D'aquesta manera, les grans cadenes de llibreries poden oferir a les editorials àmplies campanyes de promoció coordinades. Així, el llibreter Barnes & Noble cobra entre 1.700 i 10.000 dòlars per destacar un títol a totes les seves llibreries. En altres casos, el pagament es concreta en una reducció del preu a l'engròs, que augmenta directament els beneficis del llibreter a tots els països de preu únic. Segons Randy Kennedy, la payola per accedir a les taules dels llibreters és pràcticament universal en la venda de llibres al detall als Estats Units, però està subjecta a una forma de silenci per por de soscavar la credibilitat de les seleccions presentades pels llibreters.

## Fusions verticals i internalització depayola
Els fenòmens d'integració vertical en les indústries culturals condueixen a una interiorització de les relacions payola. Un productor de contingut, per exemple Walt Disney Pictures pot obtenir fàcilment accés privilegiat al canal de televisió ABC, també propietat de The Walt Disney Company. Aquesta preferència donada als productes del mateix grup és, de fet, rendible sempre que la pèrdua d'audiència a causa de la selecció de productes de la "companyia" menys bons que els que podrien haver estat emesos no indueixen una pèrdua d'ingressos publicitaris superior a l'estalvi en termes de costos de promoció del producte de la "companyia" d'emissió (inclosa la payola que s'hauria hagut de pagar a un altre canal per emetre la pel·lícula). Aquesta interiorització s'emmarca dins de les sinergies que s'esperen durant les fusions que constitueixen grans grups mediàtics, i contribueix a dificultar la comprensió del fenomen payola.

#### Treballs acadèmics
- Coase, R. H. «Payola in Radio and Television Broadcasting» (en anglès). Journal of Law and Economics. The University of Chicago Press, 22, 2, octobre 1979, pàg. 269-328. Coase1979.
- (en) Richard E. Caves, Creative Industries, Contracts between arts and commerce, Harvard, Harvard University Press, 2002 (ISBN 0-6740-0808-1) Chapitre 18, "Payola", p. 286 - 296.
- V. A. Ginsburgh, David Throsby. «Chapter 20: Rockonomics: The Economics of Popular Music». A: Handbook of the Economics of Art and Culture (en anglès). 1. North-Holland, novembre 2006, p. 667-719 (Handbooks). Handbook. ISBN 978-0-444-50870-6.Plantilla:Commentaire biblio

#### Articles de premsa
- Doerksen, Cliff «Broken Record» (en anglès). New York Times, 07 2005 [Consulta: 16 setembre 2009].
- Gross, Daniel «What's Wrong With Payola?» (en anglès). Slate, 07 2005. Arxivat de l'original el 2010-02-06 [Consulta: 16 setembre 2009].